# Gyöngyös földibagoly
A gyöngyös földibagoly (Chersotis margaritacea)  a rovarok (Insecta) osztályának a lepkék (Lepidoptera) rendjéhez, ezen belül a bagolylepkefélék (Noctuidae) családjához tartozó faj.

## Elterjedése
Széles körben elterjedt Közép- és Dél-Európában, 1500 m magasságig.Kedvelik a meszes talajú, meleg területeket és napsütötte lejtőket. Németországban a Vörös Listán szereplő veszélyeztetett faj.

## Megjelenése
- lepke: szárnyfesztávolsága: 32–40 mm. Az első szárnyak alapszíne szürke. A felső szárnyon egy majdnem négyzet alakú, fekete színű jel található és kisebb sötét foltok. A hímek hátsó szárnyai többnyire hófehér színűek, nőstényeké szürkés-fehérek.
- pete:  szürkés-zöld, vörös foltokkal
- hernyó:  szürkés-barna, sárgás-barna színűek, világos vonalakkal, ferde foltokkal az oldalukon.

## Életmódja
- nemzedék: június elején szeptember közepén rajzik.
- hernyók tápnövényei: galajok (Galium spp.) és Asperula cynanchica

## Fordítás
- Ez a szócikk részben vagy egészben  a   Graue Labkrauteule című német Wikipédia-szócikk fordításán alapul.  Az eredeti cikk szerkesztőit annak laptörténete sorolja fel. Ez a jelzés csupán a megfogalmazás eredetét és a szerzői jogokat jelzi, nem szolgál a cikkben szereplő információk forrásmegjelöléseként.